# Nirgal Vallis
La Nirgal Vallis è una struttura geologica della superficie di Marte.